# Shift 2: Unleashed
Shift 2: Unleashed è un simulatore di guida ed è il seguito di Need for Speed: Shift. Questo videogioco, pur non riportando nel titolo il brand Need for Speed, ne è considerato parte integrante. Shift 2: Unleashed è stato annunciato nel 16 novembre 2010 in occasione del lancio di Need for Speed: Hot Pursuit, gioco che contiene il trailer di debutto di Shift 2: Unleashed. La data di uscita era fissata per il 24 marzo 2011, ma un leggero ritardo portò il gioco nei negozi il 1º aprile 2011.
Shift 2: Unleashed è sviluppato dai Slightly Mad Studios (i quali, sotto il loro vecchio nome Blimey! Games avevano aiutato a sviluppare GT Legends e GTR 2 assieme coi SimBin Studios) con l'aiuto di Michael Mann (produttore esecutivo presso EA Black Box) e Patrick Söderlund (Vice presidente senior di EA Games e capo della DICE). Secondo il modello di franchising adottato dalla EA, Shift è stato progettato per i giocatori estremi e ha come obiettivo principale la precisione nella simulazione delle corse e delle derapate piuttosto che delle gare di corse arcade come era avvenuto nei titoli precedenti della serie. Rispetto al capitolo precedente è stato sostituito il motore grafico, il cui livello di dettaglio è maggiore rispetto a quello originale.

## Contenuti scaricabili
Shift 2: Unleashed presenta diversi DLC, il primo di questi, Legends Pack, è stato pubblicato il 26 aprile 2011 per le console ed il 30 giugno seguente per PC, il quale aggiunge quattordici nuovi veicoli, cinque tracciati, una nuova carriera chiamata per l'appunto Legends e un nuovo rivale, Matt Powers.
Il secondo Speedhunters Pack uscì il 17 maggio 2011 ed il 30 giugno seguente per PC, quest'ultimo include due nuove modalità di gioco chiamate rispettivamente Drag e Standing Mile, quattordici nuove auto, la maggior parte ispirate al sito web Speedhunters, sei nuovi circuiti e nuove impostazioni di tuning.

## Accoglienza
Il gioco ha ricevuto in generale delle ottime recensioni. È stato accolto con molto entusiasmo dalla critica soprattutto grazie a caratteristiche del tutto nuove che non erano mai state sviluppate in modo imponente ed effettivo come in Shift 2. Una delle caratteristiche che lo contraddistinguono è la nuova visuale offerta a livello di gameplay. È stata chiamata dagli sviluppatori "visuale casco" e ha la funzione di riprodurre in modo estremamente fedele le sensazioni ed i movimenti che i veri piloti provano durante una gara. Per realizzarla gli sviluppatori hanno profuso un grande lavoro di fisica e tecnica, facendosi aiutare da alcuni dei più grandi piloti internazionali. Il risultato è eccellente e la critica ha accolto questa visuale come una delle più rivoluzionarie in ambito di "racing Game" viste fino ad oggi.
È stato anche elogiato per il suo comparto tecnico e per le ottime emozioni che rende durante le gare di guida notturna.
La rivista Play Generation diede alla versione per PlayStation 3 un punteggio di 90/100, apprezzando la nuova telecamera dal casco, il realismo aumentato ed il modello di guida più verosimile e come contro i danni e le collisioni ancora troppo arcade, i lunghi caricamenti e la IA ballerina, finendo per trovarlo un ottimo esempio di fusione tra simulatori e arcade, lodando particolarmente la nuova inquadratura interna valorizzata dai miglioramenti al modello di guida.